# Dal- en piekuren
Dal- en piekuren is een term om momenten met veel en weinig gebruik van een product van elkaar te onderscheiden. De term wordt in verschillende sectoren gebruikt en bijgevolg ook verschillend geïnterpreteerd.

## Gebruik

### Verkeer en vervoer
In het verkeer en vervoer worden de piekuren gewoonlijk aangeduid als de spits. Op de meeste werkdagen is er een ochtendspits met mensen die naar hun werk gaan en een avondspits met mensen op weg terug naar huis. In het wegverkeer zijn de spitsperioden de tijden waarop gemiddeld de meeste files voorkomen.
In het openbaar vervoer brengt de spits met zich mee dat voertuigen, perrons en andere voorzieningen extra vol zijn, zodat mensen bijvoorbeeld moeten staan in de trein. Openbaar-vervoersbedrijven kunnen hierop inspelen door extra materieel in te zetten (gelede bussen, meer treinstellen per trein). Daarnaast kunnen ze aparte tarieven rekenen om mensen te stimuleren buiten de spits te reizen.

#### Dalurenkorting in het Nederlands openbaar vervoer
In het Nederlandse openbaar vervoer bestaan verschillende kortingsregelingen voor reizen in de daluren, die vaak het woord 'Dal' in de naam dragen. De Nederlandse Spoorwegen (NS) introduceerden in 1981 de Dalurenkaart, een gezinskaart voor korting in de daluren, dat wil zeggen buiten de ochtendspits. Deze kaart werd in 1989 vervangen door individuele kaarten zoals de Rail-Actiefkaart, later allemaal Voordeelurenkaart genoemd. De naam 'daluren' maakte dus plaats voor 'voordeeluren', wat wellicht beter uitdrukte waar het om ging. De kaart bood korting
Tijdens de invoering van de ov-chipkaart kwam de NS met nieuwe kortingsproducten en abonnementen. Sindsdien is er een verschil tussen de 'voordeeluren' en de 'daluren':
- De voordeeluren omvatten nog steeds alle reizen behalve die op werkdagen tussen 4 en 9 uur 's ochtends, dus alleen de ochtendspits was uitgezonderd, niet de avondspits. Ze zijn van toepassing voor de houders van een doorlopend Voordeelurenabonnement (voor nieuwe gegadigden is dit product niet meer beschikbaar) en voor het Studentenreisproduct Weekend (houders van dit product krijgen ook maandagochtend in de spits korting).
- Van de daluren is naast de ochtendspits ook de avondspits uitgesloten. Ze gelden in het weekend en daarnaast op werkdagen tussen 9.00 en 16.00 en tussen 18.30 en 6.30 uur (de vroege ochtend vóór 6.30 valt dus juist wel onder de daluren en niet onder de voordeeluren). De inchecktijd is hierbij bepalend. Reisproducten op basis van daluren zijn het kortingsregelingen Dal Voordeel en Dal Abonnement (voor zakelijke reizigers) en het vrijreizenabonnement Dal Vrij, terwijl bij de kortingsregeling Altijd Voordeel het kortingspercentage afhangt van het tijdstip (wel of niet in de daluren).

De genoemde regelingen gelden voor alle treinreizen binnen Nederland, ongeacht de vervoerder; het Studentenreisproduct geeft op de genoemde tijden ook korting op bus, tram enzovoorts.
De regionale vervoersbedrijven bieden daarnaast verscheidene 'reisproducten' aan voor korting of vrij reizen in de daluren in hun regio. De tijden die ze hiervoor hanteren verschillen: in sommige gevallen dezelfde tijden als de NS-daluren, in andere gevallen de NS-voordeeluren of nog andere tijden, bijvoorbeeld alleen 's avonds na 19 uur.
In Nederland wordt er in het openbaar vervoer een onderscheid gemaakt tussen daluren en piekuren. Over het algemeen hebben vervoerders speciale kortingsproducten voor tijdens de daluren of gelden bepaalde kortingen zoals bv. seniorenkortingen enkel tijden de daluren.

#### Marge van 5 minuten
De software van NS (en mogelijk ook andere vervoerders) is ingesteld op daluren die 5 minuten eerder beginnen en 5 minuten later eindigen dan de bovengenoemde officiële tijden, die in de voorwaarden staan. Dit vrijwaart de vervoerder in veel gevallen van schadeclaims bij kleine onnauwkeurigheden van de klokken die de geregistreerde inchecktijden bepalen. Omgekeerd beschermt dit reizigers die geen rekening houden met de marge tegen schade door kleine onnauwkeurigheden van door hen geraadpleegde klokken. Reizigers die wel rekening houden met de marge kunnen schade vermijden door zich te laten leiden door de klok op het display van het incheckapparaat. Als deze op een doordeweekse dag bijvoorbeeld vooraf 8:55 aangeeft geldt het inchecken zeker als gedaan in de daluren, en als deze 6:33 aangeeft geldt inchecken binnen één minuut ook als gedaan in de daluren. Als deze 6:34 aangeeft is het vooraf waarschijnlijk, maar niet zeker dat direct daarna inchecken geldt als gedaan in de daluren, de klok geeft namelijk geen seconden aan. Men kan dit wel na het inchecken controleren en als het inchecken geldt als gedaan in de spits indien gewenst kosteloos weer uitchecken of vanwege de kosten een kortere treinreis te maken.

### Telecommunicatie
Vele telecommunicatiebedrijven maken in hun tarifering een onderscheid tussen dal- en piekuren. Het tijdstip waarbij het gesprek plaatsvond is hierbij van belang. Dit is vooral gebruikelijk bij vaste lijnen, bij mobiele netwerken of internet wordt dit minder gebruikt. Meestal zijn de piekuren tussen 8 uur 's morgens en 17 uur 's middags, de weekends worden gewoonlijk volledig tot de daluren gerekend. In de daluren is er een tariefvermindering of zijn bepaalde producten volledig gratis.

### Energie
Verschillende stroomproducenten hebben contracten waarbij er een onderscheid wordt gemaakt tussen nachtstroom en dagstroom, in België ook wel Nachttarief en Dagtarief genaamd. Meestal heeft de klant twee meters, een voor dagstroom en een tweede voor nachtstroom. Er bestaan ook modernere varianten waarbij er slechts een meter benodigd is. De meters schakelen automatisch om door impulsen die via het lichtnet worden verstuurd. Zie ook Nachtstroom. Sinds 1 juli 2021 kan men hier alleen gebruik van maken als men een slimme meter heeft aangezien netbeheerders landelijk het TF-signaal hebben uitgeschakeld die de overschakeling tussen de piek- en dalmeter regelde.
Sommige energiecentrales zijn speciaal bestemd om de piekbelasting op te vangen.